# Старый Бузец
Ста́рый Бу́зец — деревня в Железногорском районе Курской области. Входит в состав Троицкого сельсовета.
Население — 212 человек (2010 год).

## География
Расположена в центральной части района, 18 км к юго-востоку от Железногорска на ручье Бузец, притоке Свапы и в 5,5 км от Михайловского водохранилища на реке Свапа. Высота над уровнем моря — 168 м. В 2 км к западу от деревни расположено урочище Бузский лес.

## Этимология
Название деревни произошло от слова «буза», означающее болото. Изначально название «Бузец» за свои болотистые берега получил ручей, протекающий через деревню.

## История
По данным Переписной книги Усожского стана Курского уезда в 1710 году в деревне Бузец было 16 дворов, проживало 254 человека (128 мужского пола и 126 женского). Деревня принадлежала курскому Знаменскому собору, её население относилось к сословию монастырских крестьян. Бузец населяла особая субэтническая группа русских — саяны. 
Деревня была частью прихода храма Архангела Михаила соседнего села Рышково.
Население Бузца быстро росло. По данным 2-й ревизии 1744 года в деревне проживало 233 крестьянина мужского пола, с учётом женского пола население деревни составляло более 400 человек.
В 1764 году Екатерина II провела секуляризационную реформу, в результате которой монастырские крестьяне, в том числе и жители Бузца, были переведены в сословие экономических крестьян.
По данным 3-й ревизии 1764 года в деревне проживало 320 человек, которые числились уже экономическими крестьянами. Незадолго до этого часть жителей Бузца переселилась к реке Усоже и основала там деревню Новый Бузец. 
В 1779 году деревня вошла в состав новообразованного Фатежского уезда, однако в 1802 году была передана в Дмитриевский уезд.
По данным 1793 года в Старом и Новом Бузцах проживало 439 душ мужского пола, т.е. всего около 850 человек.
В 1862 году в казённой деревне Старый Бузец было 112 дворов, проживало 1143 человека (530 мужского пола и 613 женского). В то время Старый Бузец был вторым по величине населённым пунктом на территории современного Железногорского района после Михайловки. В 1877 году в Старом и Новом Бузцах было 217 дворов, проживало 1788 человек, действовали 12 ветряных мельниц и 24 маслобойни. В то время деревня входила в состав Кармановской волости Дмитриевского уезда Курской губернии.
Одежда жителей Бузца вплоть до XX века резко отличалась от одежды жителей соседних селений тем, что в ней сохранялись старые формы (например, распашная понёва). Также у местных жителей были свои особенности говора. Здесь исследователями было впервые отмечено яканье старобузского подтипа (иногда его называют Дмитриевским). Кроме Курской области, оно местами встречается ещё в Белгородской области. Особенным у местных жителей был и свадебный обычай: невеста пекла блины на всю свадьбу и этот день назывался «княжой».
После установления советской власти был создан Старобузский сельсовет. В 1920 году в деревне было 262 двора, в которых проживали 1703 человека: 814 мужчин и 889 женщин. В 1924 году Дмитриевский уезд был упразднён, деревня вошла в состав Льговского уезда Курской губернии. С 1928 года в составе Михайловского (ныне Железногорского) района.
В начале 1930-х годов в Старом Бузце было создано 3 колхоза: «Заветы Ильича», имени Ленина, имени Максима Горького. В 1937 году в деревне было 376 дворов.
Во время Великой Отечественной войны, с октября 1941 года, деревня находилась в зоне немецко-фашистской оккупации. Освобождена 13 февраля 1943 года лыжной ротой 16-го отдельного лыжного батальона под командованием старшего лейтенанта Терехова.
Главными занятиями крестьян Старого Бузца была, наряду с животноводством и земледелием, была кража леса — вплоть до конца XX века; причем друг друга односельчане никогда не сдавали. «Если их не поймали с поличным, то ничего доказать нельзя, — рассказывает Иван Яншин, работавший лесничим в 1960-х годах. — Даже если около двора в их деревне обнаружишь свежеспиленные деревья, жители станут отрицать, что это их рук дело: мол, „черт их знает, как они здесь очутились“». Даже милиция в Старый Бузец наведывалась неохотно: тамошние мужики могли дать суровый отпор. По словам краеведа Г. М. Александрова эта поддержка, круговая порука до сих пор у них в крови.
В 1950 году три старобузских колхоза объединились в один — имени Максима Горького. Председателями укрупнённого хозяйства были Герасим Антонович Кожин (1950—1952), Пётр Кириллович Баранов (1952—1955), Максим Егорович Винников (1955—1962).
В 1962 году колхоз имени Максима Горького был переименован в «Знамя коммунизма». Его председателем стал Иван Евдокимович Ланин.
В 1973 году старобузский колхоз «Знамя коммунизма» был присоединён к колхозу имени Кирова (центр в с. Троицкое). В 1973—1978 годах рядом со Старым Бузцем был построен рыбопитомник «Голубая нива».
В 1984 году Старобузский сельсовет был упразднён, деревня вошла в состав Троицкого сельсовета.
В 1994 году была закрыта Старобузская 8-летняя школа, её ученики были переведены в Троицкую среднюю школу.
В 2011 году деревня была газифицирована.

## Население
| 1862 | 1897  | 1905  | 1940  | 1979 | 2002 | 2010 |
| ---- | ----- | ----- | ----- | ---- | ---- | ---- |
| 1143 | ↗1695 | ↗1749 | ↗1800 | ↘525 | ↘371 | ↘212 |

## Исторические фамилии
Барановы, Бирюковы, Ермаковы, Зерины, Ильины, Ланины, Марахины, Широченковы.

## Персоналии
- Бирюков, Пётр Павлович (род. 1951) — российский государственный деятель, заместитель мэра Москвы в Правительстве Москвы. Родился в Старом Бузце.
- Зерин, Пётр Иванович (род. 1950) — глава города Железногорск в 1996—1999 годах. Родился в Старом Бузце.

## Улицы
В деревне 4 улицы:
- Луговая
- Медовая
- Садовая
- Цветочная

## Экономика
В деревне действует рыбхоз «Голубая Нива».